# Salas (apellido)
Salas es un apellido español con linajes cristianos y judeo-sefarditas. 

## Historia
Apellido toponímico asturiano, originario del lugar de su nombre, que se extendió por múltiples zonas de España y pasó a Buenos Aires (Argentina).
Con carácter general, los judíos, que llegaron a la península ibérica antes que los romanos, formaron sus apellidos de la misma forma que el resto de los ciudadanos de la antigua Hispania. Lo que si conservaban eran nombres hebreos que los conversos, que abrazaron el cristianismo para no ser expulsados, hubieron de cambiar por nombres cristianos al ser bautizados.

## Etimología
Apellido muy frecuente derivado de Sala, voz bajo-latina proveniente del germánico salla, cuyo significado es lugar fortificado, caserío, cortijo, quinta.

## Escudos
Cada escudo representa a una rama familiar del apellido cuyos datos de origen suelen constar en la descripción del mismo, por lo que solo los herederos de esa rama familiar pueden disfrutar de dicho blasón.
|  | El escudo está blasonado así: En campo de oro, un castillo de piedra, y saliente de su homenaje, un león de su color natural, del que asoma medio cuerpo y la cola. El castillo está acostado de tres veneras de plata, puestas una en cada flanco y otra en punta. Asturiano. Pasó a Argentina. |

| Blason à dessiner | El escudo Salas está blasonado así: Partido: 1.º, en campo de plata, una banda de azur, y 2.º, en campo de gules, tres medios vuelos, de oro, puestos en palo. Linaje radicado en Madrid desde el siglo XVIII. |

| Blason à dessiner | El escudo De las Salas está blasonado así: En campo de gules, una garza de oro, con las alas abiertas y una flecha que le atraviesa el pecho. Asturiano que pasó a Madrid y Cuba. |

## Variantes
- De las Salas
- de Salas
- De Salas
- Desalas